# Sigaloseps ruficauda
Espèce
Statut de conservation UICN

 VU D2 : Vulnérable
Sigaloseps ruficauda est une espèce de sauriens de la famille des Scincidae.

## Répartition

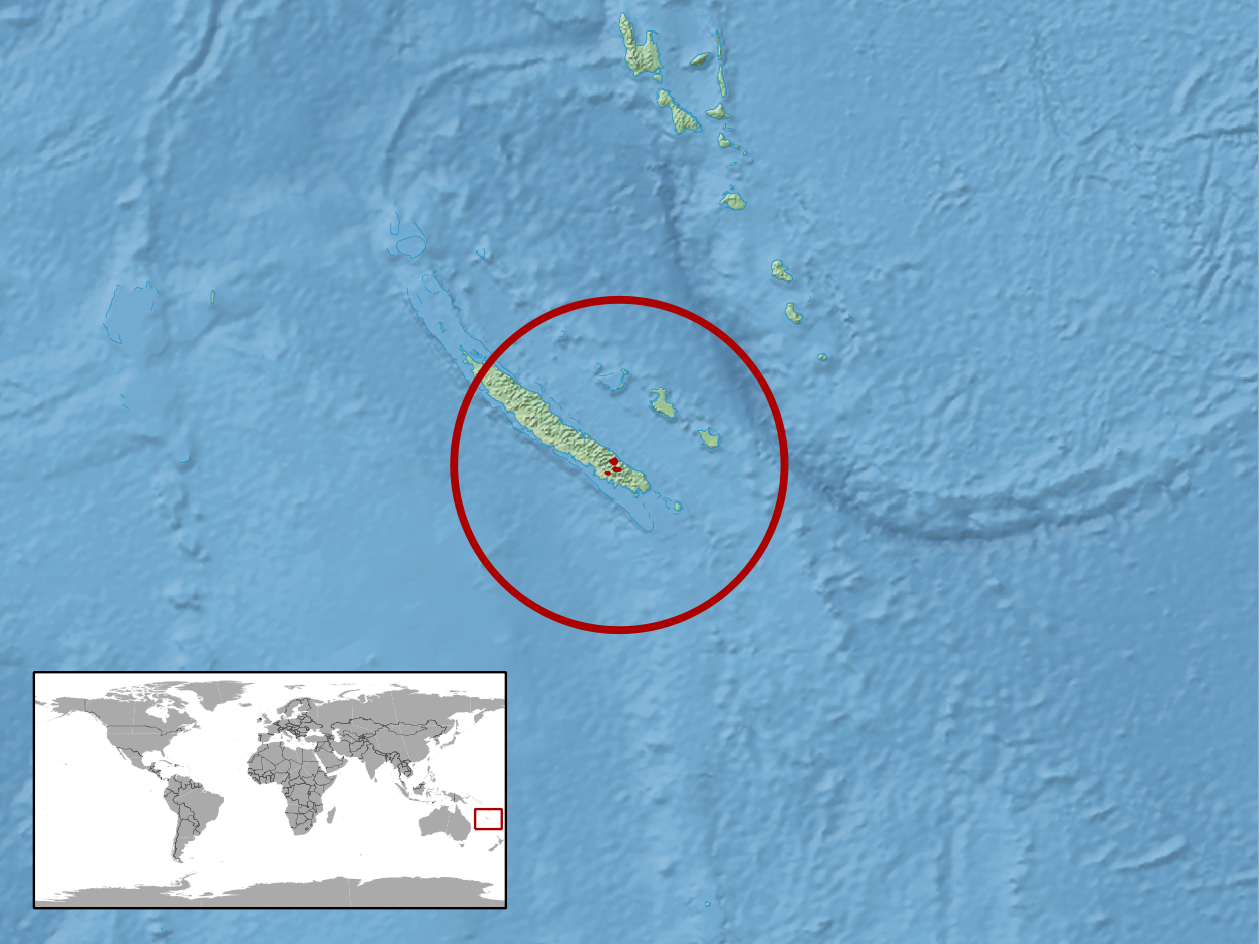
Répartition de l'espèce.

Cette espèce est endémique du Sud de la Nouvelle-Calédonie.

## Étymologie
Le nom spécifique ruficauda vient du latin rufus, rouge, et de cauda, la queue, en référence à l'aspect de ce saurien.

## Publication originale
- Sadlier & Bauer, 1999 : The scincid lizard genus Sigaloseps (Reptilia: Scincidae) from New Caledonia in the Southwest Pacific: description of a new species and review of the biology, distribution and morphology of Sigaloseps deplanchei (Bavay). Records of the Australian Museum, vol. 51, no 1, p. 83-91 (texte intégral).